# جون كارلسون (معلق رياضي)
جون كارلسون (بالإنجليزية: John Carlson)‏ هو معلق رياضي أمريكي، ولد في 17 ديسمبر 1933، وتوفي في 5 أبريل 2016.